# 第二層位址轉譯
第二層位址轉譯（英語：Second Level Address Translation）又名為nested paging，或SLAT。是一種處理器虛擬化技術，可為需要大量記憶體的虛擬化應用程式提供加速功能。
可使用MachineSLATStatusCheck檢測處理器是否支援SLAT。

## 技術應用
- VirtualBox
- VMware
- KVM
- Xen
- Hyper-V

## 處理器技術
- Intel Core i3/i5/i7/i9的Intel VT-x with EPT
- AMD-V with NPT

## 參照
1. ↑  .   [2016-05-03]. （原始内容存档于2018-01-15）.